# Csonka (Automobilhersteller)

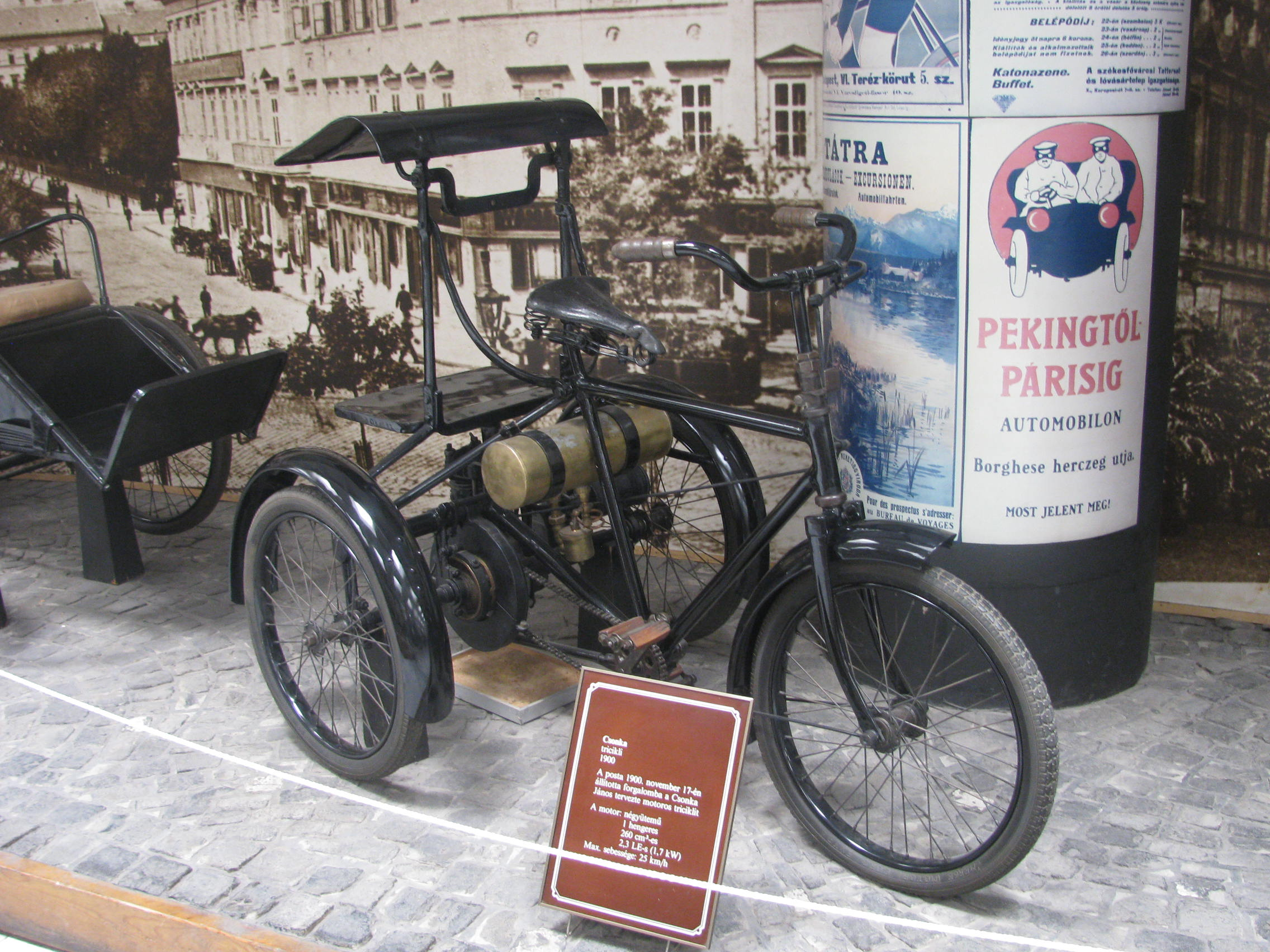
Dreirad

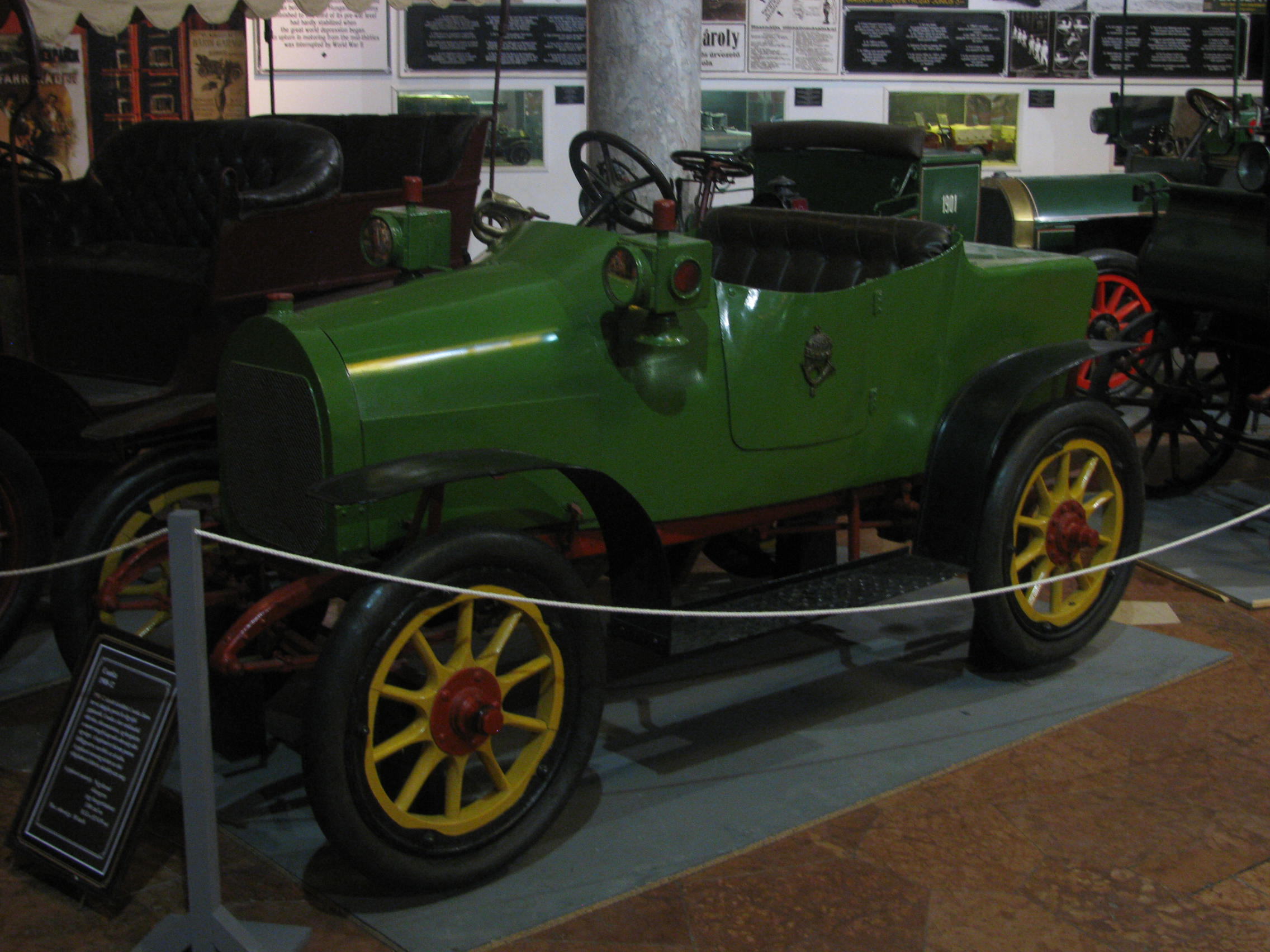
Kleinwagen

Csonka war ein Hersteller von Automobilen aus Österreich-Ungarn.

## Unternehmensgeschichte
Das Unternehmen von János Csonka begann 1896 in Budapest mit der Produktion von Automobilen. 1914 wurde die Produktion nach etwa 150 hergestellten Exemplaren eingestellt.

## Fahrzeuge
Das erste Fahrzeug 1896 hatte einen Einzylinder-Viertaktmotor und Glührohrzündung. Später wurde ein Fahrzeug für die Post mit modifizierten Motoren von De Dion-Bouton entwickelt, die Produktion übernahm Ganz. 1909 gab es ein Einzylindermodell mit 4 PS Leistung und zweisitziger Torpedokarosserie.